# Димитър Кьосев (революционер)
Димитър Яков Кьосев е български революционер, деец на Вътрешната македоно-одринска революционна организация и Върховния македоно-одрински комитет.

## Биография
Кьосев е роден на 3 юли 1872 година в костурското село Загоричани, тогава в Османската империя, днес в Гърция. В 1899 година влиза във ВМОРО и до средата на 1901 година е куриер. Придружава районната чета при по-важни акции, охранява квартируващата в Загоричани чета и пренася оръжие. През втората половина на 1901 година и през 1902 година е четник във върховистката чета на Петър Гайков. Участва в Илинденско-Преображенското въстание през лятото на 1903 година с отряда на Васил Чекаларов, Пандо Кляшев и Лазар Поптрайков, като взима участие в превземането Клисура, сражението при Билища, сражението при Псодерската кула при Бигла, превземането на Невеска и финалните сражения за Върбица в Костурско. След оттеглянето на големия отряд от 700 души на 15 септември 1903 година от базата на Върбица, начело с Иван Попов и Лазар Поптрайков, участва в сражението при Соклето над Пожарско, сраженето при Чанище, при Влашките колиби на Каймакчалан и село Котори при Вич.
След въстанието по общата амнистия се легализира. Тъй като къщата му заедно с цялото село е опожарена и добитъкът и инвентарът са ограбени от войската и башибозука, през 1904 година Кьосев заминава на гурбет в Цариград. Там е арестуван по подозрение в революционна дейност, изтезаван е и е затворен в затвора Хайдер паша, откъдето след два и половина месеца е интерниран в родното си село. След Първата световна война имотите му са дадени на гърци бежанци от Мала Азия.
На 27 март 1943 година, като жител на Варна, подава молба за българска народна пенсия, която е одобрена и пенсията е отпусната от Министерския съвет на Царство България.
Умира на 24 юни 1973 година във Варна.